# Układ kombinacyjny
Układ kombinacyjny – rodzaj układów cyfrowych charakteryzujący się tym, że stan wyjść zależy wyłącznie od stanu wejść.
Stan wyjść opisują funkcje boolowskie, których argumentami są stany wejść – w przeciwieństwie do układów sekwencyjnych, których stan wyjść zależy nie tylko od stanu wejść, ale również od poprzedniego stanu wyjść. W układach kombinacyjnych nie występuje sprzężenie zwrotne.
W układach cyfrowych ma miejsce niekorzystne zjawisko, nazwane hazardem, którego podłożem jest niezerowy czas propagacji (rozchodzenia się) sygnałów. W układach synchronicznych zjawisko hazardu praktycznie nie występuje.
Do funkcjonalnych bloków kombinacyjnych zalicza się:
- Komutatory – multiplekser, demultiplekser,
- Konwertery kodów – koder, dekoder, transkoder,
- Bloki arytmetyczne – sumator, komparator, ALU.